# NGC 5551
NGC 5551 este o galaxie spirală situată în constelația Fecioara. A fost descoperită în 8 mai 1864 de către Albert Marth. Se află la o distanță de 108,96 megaparseci de Pământ.